# CHa-37
CHa-37 — мисливець за підводними човнами Імперського флоту Японії, який брав участь у Другій світовій війні.
CHa-37 належав до серії допоміжних мисливців, споруджених з використанням можливостей малих суднобудівних підприємств. Ці кораблі мали дерев'яний корпус та при зникненні зацікавленості в них зі сторони збройних сил мали бути перетворені на риболовецькі судна. Спорудження корпусу CHa-37 здійснили на верфі в Горікі (Goriki), а його оснащення озброєнням провели на верфі ВМФ у Куре. 
У вересні 1943-го корабель включили до 22-ї спеціальної військово-морської бази, що мала штаб у Балікпапані (центр нафтовидобувної промисловості на сході Борнео) та належала до Другого Південного Експедиційного флоту (відповідав за контроль над окупованими територіями Індонезії). Не пізніше жовтня 1943-го CHa-37 почав патрульно-ескортну службу, під час якої окрім Балікпапану відвідував Таракан (інший центр нафтовидобутку на сході Борнео), Макассар (пвіднно-західний півострів острова Сулавесі) та Сурабаю (головна база на сході острова Ява). 
5 липня 1945-го в морі Балі неподалік від північного узбережжя острова Балі CHa-37 був потоплений торпедною атакою американського підводного човна USS Lizardfish.